# Hwozdykiwka (obwód czernihowski)
Hwozdykiwka (ukr. Гвоздиківка) – wieś na Ukrainie, w obwodzie czernihowskim, w rejonie koriukowskim, w hromadzie Snowśk. W 2001 liczyła 466 mieszkańców.